# Miryalaguda
Miryalaguda, en hindi : मिरयालगुडा, est une ville du district de Nalgonda, dans l'État du Telangana, en Inde. Selon le recensement de l'Inde de 2011, elle compte une population de 104 918 habitants.